# Don't Doubt Your Husband
Don't Doubt Your Husband è un film muto del 1924 diretto da Harry Beaumont.

## Trama
Sposata da soli dei mesi, Helen Blake è eccessivamente gelosa del marito Dick. La graziosa Alma Lane, assunta per arredare la nuova casa degli sposini, suscita i suoi più atroci sospetti, che paiono trovare conferma in alcuni incidenti che sembrano avvalorare le apprensive congetture della signora Blake. Infiammata dalla gelosia, Helen minaccia di volere divorziare. Quando poi trova Alma e suo marito in una situazione apparentemente compromettente, per lei quella è la goccia che fa traboccare il vaso. Sarà Reginald, il fidanzato di Alma, a chiarire la cosa, riuscendo a darle una spiegazione soddisfacente che calma le sue apprensioni e fa ritornare l'armonia in casa Blake.

## Produzione
Il film fu prodotto dalla Metro Pictures Corporation con il titolo di lavorazione Women's Intuition.

## Distribuzione
Il copyright del film, richiesto dalla Metro, fu registrato il 26 marzo 1924 con il numero LP20030.

Distribuito dalla Metro Pictures Corporation, il film uscì nelle sale cinematografiche degli Stati Uniti il 24 marzo 1924. In Portogallo, fu distribuito il 20 aprile 1928 con il titolo Quarto Minguante; in Spagna, con quello di No desonfíes de tu marido.

### Conservazione
Della pellicola restano solo alcuni frammenti conservati negli archivi del Gosfilmofond di Mosca.